# Altagracia de Orituco
Altagracia de Orituco ist eine Stadt in Venezuela, im Bundesstaat Guárico. Ihre Einwohnerzahl beträgt 50.632 Menschen (Stand: 30. Oktober 2011).

## Geschichte
Am 1. März 1694 wurde die Siedlung als Indianerdorf gegründet.

## Sehenswertes
- Iglesia Nuestra Señora de Altagracia
- Monumento natural Morros de Macaira

## Wirtschaft
Altagracia de Orituco hat einige Industrien, Geschäfte für die ganze Region, sowie Rinderzucht. Geschäfte für die Verarbeitung von Tomaten und Getreide-Distributoren haben hier ihren Platz.